# Томашки, Зигфрид
Зигфрид Томашки (нем. Siegfried Thomaschki; 20 марта 1894 — 31 мая 1967) — немецкий офицер, участник Первой и Второй мировых войн, генерал артиллерии, кавалер Рыцарского креста с Дубовыми листьями.

## Начало военной карьеры
В марте 1913 года поступил на военную службу фанен-юнкером (кандидат в офицеры), в артиллерийский полк. С июня 1914 года — лейтенант.

## Первая мировая война
Трижды был ранен (в 1914, 1916 и 1918 годах). С сентября 1917 года — командир батареи, старший лейтенант. За время войны награждён Железными крестами обеих степеней.

## Между мировыми войнами
Продолжил службу в рейхсвере. К началу Второй мировой войны — командир артиллерийского полка, полковник.

## Вторая мировая война
В сентябре-октябре 1939 года — участвовал в Польской кампании, награждён планками к Железным крестам обеих степеней (повторное награждение).
В мае-июне 1940 года — участвовал во Французской кампании.
С 22 июня 1941 года — принимал участие в боях на советско-германском фронте, в частности в Прибалтике. С августа 1941 года — начальник артиллерии 1-го армейского корпуса. В декабре 1941 года — награждён Золотым немецким крестом.
С 26 января 1942 года — командир 11-й пехотной дивизии (под Ленинградом). С марта 1942 — генерал-майор. В ноябре 1942 года — награждён Рыцарским крестом.
С января 1943 года — генерал-лейтенант. В сентябре 1943 года — награждён Дубовыми листьями к Рыцарскому кресту, назначен начальником артиллерии 18-й армии.
С 27 декабря 1944 года — командующий 10-м армейским корпусом (в Курляндском котле).
С марта 1945 года — в звании генерал артиллерии. После капитуляции Германии 8 мая 1945 года — взят в советский плен (освобожден в октябре 1955 года).